# 日本の黒幕
『日本の黒幕』（にほんのフィクサー）は、1979年公開の日本映画。東映京都撮影所製作、東映配給。佐分利信主演、降旗康男監督。タイトルは『日本の黒幕（フィクサー）』と表記されることもある。　

## 概要
1976年から世間を騒がせていたロッキード事件にヒントを得て、田中角栄と児玉誉士夫をモデルとして日本の右翼組織と政財界の癒着を描く。1977年から1978年にかけて製作された『日本の首領シリーズ』の3作品にいずれも児玉のモデルが登場することから、その延長線上にある映画といえる。当初、監督は大島渚で進められたが、脚本の最終段階で大島が降板した映画としても知られる。本作『日本の黒幕』と『日本の首領シリーズ』、『日本の仁義』（1977年）は、当時の東映の宣材に「日本3部作」と書かれ、「日本の〇〇」シリーズとも呼ばれる。

## あらすじ
一国の総理とそれを作り上げたフィクサーが、同時に航空機売り込みに関する不正事件で、外為法違反、脱税容疑で追及される。日本の政治を影で動かすフィクサーの存在、その家族の異様な生活、少年テロリストとの奇妙な関係、関西ヤクザとの対決を軸に政界・財界・暴力社会を掌握するフィクサーの存在と実態を鋭く抉る。

## 出演
- 山岡邦盟：佐分利信（モデル・児玉誉士夫）
- 山岡雅子：松尾嘉代
- 一光：狩場勉
- 森島泰造：成田三樹夫
- 加賀正樹：高橋悦史
- 小栗隆義：梅宮辰夫
- 団耕太郎：中尾彬
- 沢井明：尾藤イサオ
- 古山修三：寺田農
- 水巻俊介：小林稔侍
- 池内豊：曽根晴美
- 竹邑良昭：遠藤征慈
- 沢井加代子：橘麻紀
- 杉山より子：北林早苗
- 料亭の女将：水原麻記
- 森：中村錦司
- 山崎新一郎：鈴木康弘
- 安井：川浪公次郎
- 望月慎介：白川浩二郎
- 神出順平：平沢彰
- 前嶋雄二：岩尾正隆
- 井上杵二：高並功
- 坂口富蔵：有川正治
- 警官：蓑和田良太
- 青山クラブ：五十嵐義弘
- 宮口茂男：笹木俊志
- 木下：勝野賢三
- 中橋亘：福本清三
- 植草登：山田昌人
- 吉村英吉：本間優二
- 出辺松男：青木卓
- ：高岡一
- ：浦川敏久
- 剣持豊：北村明男
- 須賀正男：羽根田真之介
- 千葉豪：徳井利次
- 三浦：タンクロー
- 杉美香：丸平峯子
- 花井きぬ：富永佳代子
- 泰子：西田治子
- 京子：浜口孝代
- ：加賀美博美
- 政代：東竜子
- ：疋田泰盛
- ：小峰隆司
- ：宮城幸生
- ：波多野博
- ：土橋勇
- ：森源太郎
- ：村居京之輔
- ：藤沢弘
- ：有島淳平
- ：藤沢徹夫
- ：司裕介
- ：大城泰
- 伊藤良策：佐々木孝丸
- 村本：加藤和夫
- 本山：永井秀明
- 岡本：船戸順
- 依田新吉：林彰太郎
- ：志摩靖彦
- 吉野壮吉：中谷一郎
- 鈴村：仲谷昇
- 朝倉：内藤武敏
- 津沼：織本順吉
- 渋谷平吉：有島一郎
- 平山栄吉：金田龍之介（モデル・田中角栄）
- 三田村海風：島田正吾
- 小河内辰男：曽我廼家明蝶（モデル・田中清玄）
- 竜崎達男：田中邦衛
- 山岡登志子：江波杏子
- 今泉岳男：田村正和

## スタッフ
- 監督：降旗康男
- 脚本：高田宏治
- 企画：日下部五朗・本田達男
- 音楽：鏑木創
- 撮影：中島徹
- 美術：井川徳道
- 録音：溝口正義
- 照明：金子凱美
- 編集：市田勇
- 助監督：圡橋亨

## 製作

### 企画
「日本の首領シリーズ」をヒットさせた日下部五朗が、大島渚にヤクザ映画を撮ってもらいたいと、いくぶん政治的なものがいいだろうと「日本の首領シリーズ」で取り上げた児玉誉士夫をモデルにした映画を企画し、「大島渚、『日本の黒幕』、お客が来ますよ」などと大島を口説いた。大島は『仁義なき戦いシリーズ』の緻密な分析を行うなど、ヤクザ映画に対するシンパシーを表明していた。当時の大島は1976年の『愛のコリーダ』、1978年『愛の亡霊』で国際的な知名度を高めていた時期だった。
当時の東映は組合運動も激しく、外部作品をプログラムにズラリと並べて、遂には大島渚の招聘か、と『噂の眞相』が『朝令暮改からアナーキーへ 混沌の中で大東映よ何処へ行く』と揶揄した。岡田茂東映社長は「監督を養成する悠長な時代は過ぎた。優れた才能は外部からでもドンドン起用する。『動乱』で東宝出身の森谷司郎さんを招聘したのもその表れの一つだ。大島さんの招聘も、いわば新しい血の導入という方針からで、これをいい刺激剤にして欲しい」などと話した。1978年初めの『柳生一族の陰謀』の大ヒット以降、東映は黒字の劇映画がほとんどなく、「東映は"まんが"で赤字を埋めている」と陰口を叩かれていて、岡田は「情けない。（劇映画）を当てなきゃならん」とハッパをかけていた。当時の日本映画界で観客動員力のある監督といえば、黒澤明と山田洋次、"世界のオオシマ"の3人ぐらいだった。1962年の『天草四郎時貞』以降、東映と大島は疎遠になっていたが、岡田と大島は仲が良く、1978年の『愛の亡霊』が第31回カンヌ国際映画祭で監督賞を受賞したとき、現地でいち早くお祝いに駆け付け、「大島さんは20年間、製作態度をガンとして変えなかった」などと称賛し、大島は「ジーンと来た」と話した。

### 製作発表
1979年6月13日、正式に製作が決定し、東映本社で製作会見が行われた。席上、日下部プロデューサーが「現代日本の政財界の腐蝕の構造にメスを入れる権力告発ドラマだ。誰が見ても想像できる人物をモデルとして登場させたい。何人かのドン（首領）やフィクサー（黒幕）をはじめ、ヤクザ、テロリスト、総会屋、警察、政治家、実業家など様々な人物を登場させる。総理大臣はフィクサーたちによって作られると私は解釈していますから、その誕生ドラマの裏面を重厚に描きたい。『日本映画として初めてこんな映画ができたぞ』と言える作品を作りたい」などと話した。大島は「以前から俊藤浩滋プロデューサーから『やらないか』と声をかけられていましたので、その恩返しもあって腰を上げました。ナマの日本の現実に取り組んでみたい」「"暴力"を主テーマに東映やくざ映画の構造とにおいを持った作品にする」「"ヤバイ"素材への冒険だ」「本当に題名通りのフィクサーを描くのなら、児玉誉士夫とロッキード事件まで視野におさめなければ、やる意味はないと思います。その点、東映も了解したので引き受けることに決めました」などと話し、強い意欲を見せていた。大島の久々の日本のメジャー映画復帰は大いに話題を呼んだ。クランクイン予定は1979年8月10日と発表された。
編成上、1979年の10月末の公開が先に決まっていて取り掛かりが遅く、大作の割りに時間がなかった。児玉誉士夫は、自身もモデルとして登場する1974年の『あゝ決戦航空隊』（山下耕作監督）で東映の試写会に訪れ、観劇後に倒れたことがあり、東映の幹部とは面識があった。

### 脚本1

#### 高田脚本・大島監督
製作発表の後、大島は京都での常宿・石塀小路のI旅館で脚本執筆を始めた。1979年7月に『噂の眞相』の記者が京都に出向き、大島に取材した話は後述する話と整合しない点があるが、大島がその時話した内容は以下のもの。
「東映サイドからの要望は、日本を揺るがす事件を起こしたブラック・ジャーナリストの権力欲と挫折の話で、あまりパターン化した話でつまらないと、思い切って少年テロリストを登場させることに決めた。日本の政界を動かすフィクサーに怒りを覚えた少年が、フィクサーを刺殺する。お国のために動くフィクサーと同じように、お国のためにと思って行動する少年。このぶつかり合いの中から何が出てくるかをスクリーンにぶつけてみたい。少年テロリストは一般公募する」などと話した。また脚本制作に画期的な試みを企て、メインライターの高田宏治と内藤誠コンビが、それぞれ独自に脚本を書き、その二つのオリジナルシナリオをドッキングするというユニークな脚本作りをするなどと話したという。大島が少年テロリストを一般公募する話は『読売新聞』夕刊1979年6月16日付けに掲載されたため、それを読んで当時17歳の三上博史が新聞社へ連絡して、三上が大島に直接売り込み、数回の面談を経て、大島は少年テロリスト役に三上の起用を決めていたという。
高田宏治が「フィクサーの暗殺を狙う足の悪い少年がフィクサー宅に侵入するが、監禁されやがて暗殺者に育てられていく」という構想を大島に伝えると大島も賛同したため、脚本を完成させ大島に見せたが、「こんなつまらんものができるか!」と脚本を投げつけられた。高田はこれに耐え、大島に「どんなものをやりたいのですか?」と聞いたら「精神を病んだ児玉誉士夫の娘が地下に監禁されて、赤い靴を履いた女の子と踊っているというイメージのようなものだ」と言われた。大島の構想は闘いのドラマではなく、児玉の話とは融合しないと高田は考え、大島が「高田の脚本ではやれない」というので高田が降板し、大島は内藤誠を京都に呼んで、大島と内藤の共同で脚本を書き始めた。
　

### キャスティング
大島は高田脚本を待つ間に先行してキャスティングやスタッフ編成、ロケハンも開始していた。少年テロリストに三上、フィクサー役には、若山富三郎、安藤昇、勝新太郎などが候補に上がったという。主演の佐分利信は『日本の首領シリーズ』でヤクザ映画に初出演したが他は、田村正和や佐々木孝丸、内藤武敏、有島一郎らが脇を固めており、従来の東映ヤクザ映画とは違い、ヤクザ映画のパターンから外れている。任侠路線、実録路線、その折衷である「日本の〇〇」シリーズなど、15年駆け抜けてきた東映ヤクザ映画が、その行き先を目指して一種の政治内幕劇に辿り着いたのが本作である。

### 脚本2

#### 大島内藤共同脚本・大島監督
大筋は大島があらかじめ拵えており、内藤は細部を埋めていく作業をした。この時点で美術は戸田重昌が、アクションは崔洋一というスタッフ配分が非公式に決まっていた。しかしラストシーンが決まらず、日下部がアドバイスしたが「その終わり方だとぼくの映画にはならない」と拒否した。脚本約300枚のうち、ラスト・シークエンスの50枚分が出来上がらなかったとされる。

### 大島降板
1979年8月中旬のクランクイン、10月下旬公開のメドが立たない状況に追い込まれたため、同年8月3日に東映本社で岡田茂東映社長と大島のトップ会談が行われ、正式に大島の降板が決まった。大島は「見にくる人はロッキード事件や児玉誉士夫についての、これまで明らかにされていない部分が映画になると思うだろう。その期待を裏切ってはいけない、そう思っていろいろ調べはしたのですが、うまく行かなかった。やはり大手の映画会社の封切り日を決めての量産方式では不可能ということですね」と話した。岡田は「大島監督は自説を曲げないところに価値がある。しかし東映の意図するところは、あくまでも娯楽映画です。大島監督がそれではダメだと言うのなら、残念だが、致し方無い」「大島君は黒幕の実録的な面をねらい出したかったようだが、うちとしては『日本の首領』の姉妹編を作ろうという考えだった。わかりやすくいえば通俗ドラマで、彼は通俗ドラマでは満足しないということだろう。シナリオはあるので封切り日は変えず、別の監督で作る」「冷却期間を置いて大島監督の復帰を待ちたい」などと話したが、実はこの時点で既に高田宏治に脚本の完成を依頼しており、後任監督も『わが青春のイレブン』を撮り終えて手の空いていた降旗康男監督に大島の後任を依頼していた。本作の助監督・土橋亨（本来の"土"表記は"圡"）は「休暇を取って四国の田舎でのんびりしてたら、岡田茂さんから電話がかかってきて『おい、土橋、お前撮れ』て、言われたんで、すぐ帰って『さあ、やろう』と思っていたら、主演の佐分利信さんが『（監督が）こんな若い奴では、俺はできない』と言うので、どんでん返しで降板になったんです。それで、監督が降さんになったんで、僕はチーフ助監督をやることになった」と話している。日下部は、大島は時間切れでさっさと京都から引き上げていった、封切に間に合わないため、急遽、大島に叩きつけられた高田に再び脚本の仕上げを頼んで、降旗康男に監督を交代させ何とか公開日に間に合わせた、などと話している。四方田犬彦は『大島渚著作集』の解説で、締め切り日になっても二人が納得のいくところまで脚本が完成せず、東映は「あと、五日、いや三日」という脚本家の要求を無下に拒絶した、そこで大島が旅館の卓をひっくり返し、すべての企画が中止になった、東映はただちに代打監督を起用したと書いている。『噂の眞相』は「大島の政治性の強いドラマ構想と、東映サイドの娯楽映画志向の対立が、一気に表面化した」と論じた。大島は『シナリオ』1983年10月の大森一樹との対談で、「その頃『戦場のメリークリスマス』の脚本が入ってきて、こちらも上手くいかず、それで（『日本の黒幕』の方を）やめたいと岡田社長に言ってくれと言っても誰も言わないから、それで非常手段で、昔だったらやっていた。でもやって『天草四郎時貞』になるんなら止めたほうがいいでしょ、と岡田社長に頼んで、結局やめた」と話している。四方田は「もし原案の企画通り大島作品として完成していれば、東映映画としても異色の大作として記憶されたであろうし、1980年代の大島の方向にも大きな変化がもたらされていたかと想像すると、実に残念である」と述べている。採用されなかった大島と内藤の共同脚本は内藤が長く保管し、2008年の『大島渚著作集』第三巻に掲載された。

### 脚本3

#### 高田脚本・降旗監督
大島と内藤の共同脚本は東映にコピーがあり、内藤に降旗から電話があり、「あなたたちの台本から使ってしまうところがあるかもしれないがいいか?」と訊かれ承諾した。高田は「大島が脚本を投げ、降旗が撮ったため不思議なムードの映画になった。今でもファンは多い。よくぞこんな映画が作れたと思う。何しろ映画の中で田中角栄が殺されるのだ。今ではとても無理だろう」などと述べている。

### 美術
チーフ助監督の土橋亨の父が児玉誉士夫と戦後に少し付き合いがあって、児玉邸の地下にあった美術館内を見たことがあり、その話を参考に小道具にそっくりな美術品を作らせた。

## 作品の評価

### 興行成績
本作の最大の目玉は大島監督で、大いに話題を呼ぶはずだったが、監督の交代もあって興行は振るわず、四週上映予定が、三週間で打ち切られ、代わって『スネーキーモンキー 蛇拳』『処刑遊戯』を一週公開を早め、この二本立てが、東映1980年の正月映画『トラック野郎・故郷特急便』（公開1979年12月23日）までの五週間のロングリリーフを務めた。1970年代の暮れも押し詰まった1979年12月15日に、興行関係者を驚かせたのが香港映画が巷の映画館を席捲したことで、東映系が『スネーキーモンキー 蛇拳』、松竹系が『Mｒ.ノーボディー』『フラミンゴ殺法 天中拳』、東宝東和が『Mr.Boo!ギャンブル大将』と、泥臭い絵看板を掲げて勢揃いし、東宝の洋画系『Mr.Boo!ギャンブル大将』以外は、香港映画が日本の大手映画会社で、番線映画を務めるという快挙だった。松竹の二本立ても『夜叉ヶ池』を三週間で打ち切ってのロングリリーフだった。ブルース・リーの夭逝とともにたちまち退潮していったクンフー映画の全盛期に勝るとも劣らない活躍ぶりだった。
「日本3部作」は、東映が大作路線に方向転換を始め模索する中で生まれた東映ヤクザ映画新シリーズだったが、本作をもって「日本3部作」「日本の〇〇」シリーズは早くも終幕している。